# Lognkosauria
Lognkosauria byl klad (vývojová skupina) středně velkých až obřích sauropodních dinosaurů, spadajících do kladu Titanosauria.

## Význam
Patří sem i jedni z největších dinosaurů (a tím i suchozemských živočichů vůbec), jako byl Argentinosaurus, Futalognkosaurus nebo Puertasaurus. Vývojově byli tito sauropodi vyspělejší než andesauridi, ale naopak primitivnější než litostrociani (Lithostrotia, např. Andesaurus nebo Saltasaurus). Sesterskou skupinu k tomuto kladu přestavoval taxon Malawisaurus. Tito dinosauři představovali nejvýznamnější titanosaury v průběhu geologických věků cenomanu a turonu, tedy z doby před asi 100 až 90 miliony let. Objev rodu Volgatitan na území západního Ruska ukázal, že evoluční historie této skupiny titanosaurních sauropodů mohla být ve skutečnosti ještě podstatně pestřejší a delší.

## Zástupci kladu
- ?Aegyptosaurus
- Argentinosaurus
- Drusilasaura
- Futalognkosaurus
- Jiangxititan
- Mendozasaurus
- Muyelensaurus
- Notocolossus
- Patagotitan
- Puertasaurus
- Quetecsaurus
- Traukutitan